# Georgi Pirinski
Georgi Georgiew Pirinski, bułg. Георги Георгиев Пирински (ur. 10 września 1948 w Nowym Jorku) – bułgarski ekonomista i polityk, przed 1990 działacz komunistyczny, wiceminister handlu zagranicznego (1980–1989) w trzech kolejnych rządach, następnie wicepremier w dwóch gabinetach. Po upadku komunizmu deputowany do Zgromadzenia Narodowego 36., 37., 38., 39., 40. i 41. kadencji (1990–2013), poseł do Parlamentu Europejskiego VIII kadencji, minister spraw zagranicznych w rządzie Żana Widenowa (1995–1996) oraz przewodniczący Zgromadzenia Narodowego 40. kadencji (2005–2009). Jeden z liderów Bułgarskiej Partii Socjalistycznej.

## Życiorys

### Pochodzenie i wykształcenie
Jego ojciec Georgi Pirinski na początku lat 20. prowadził aktywną działalność komunistyczną, m.in. brał udział w nieudanym zamachu stanu w 1923. W obawie przed represjami wyjechał do Stanów Zjednoczonych, rodzinnego kraju swojej żony Pauline, anglistki pracującej na Uniwersytecie Sofijskim. W 1953 rodzina została wydalona z USA. Georgi Pirinski urodził się jeszcze w Nowym Jorku. Został absolwentem liceum anglojęzycznego w Sofii (1966), a następnie wydziału handlu zagranicznego wyższego instytutu ekonomicznego WII „Karl Marks” w Sofii (1972).

### Działalność polityczna
W 1969 Georgi Pirinski wstąpił do Bułgarskiej Partii Komunistycznej. Od 1974 przez dwa lata był doradcą ministra handlu zagranicznego i wicepremiera Georgiego Łukanowa. Dzięki jego protekcji w 1980 otrzymał awans na wiceministra, stając się najmłodszym wówczas członkiem rządu. Pełnił swoje obowiązki do 1989 w trzech kolejnych gabinetach kierowanych przez Stanka Todorowa, Griszę Filipowa i Georgiego Atanasowa. Został wówczas desygnowany na urząd wicepremiera bez teki w rządzie Georgiego Atanasowa. Z ramienia BPK brał udział w rozmowach Okrągłego Stołu, które w lutym 1990 doprowadziły do upadku gabinetu. Georgi Pirinski powrócił na stanowisko wicepremiera w listopadzie tego samego roku w gabinecie Andreja Łukanowa, który jednak funkcjonował jeszcze tylko przez miesiąc.
Po upadku komunizmu w Bułgarii był jednym z głównych inicjatorów przekształcenia BPK w Bułgarską Partię Socjalistyczną. Do 2005 należał do jej ścisłego kierownictwa. W styczniu 1995 wszedł do rządu Żana Widenowa, pierwszego lewicowego gabinetu po 1990. Na stanowisku ministra spraw zagranicznych zastąpił wówczas Iwana Stanczowa. Podał się do dymisji w listopadzie 1996, tj. na miesiąc przed końcem 37. kadencji Zgromadzenia Narodowego. W parlamencie zasiadał od 1990 do 2013. Po wygraniu przez BSP wyborów w 2005 został przewodniczącym parlamentu. Cztery lata później, kiedy Bułgarska Partia Socjalistyczna zajęła drugie miejsce w wyborach 2009, ustąpił na rzecz Cecki Caczewej, a sam objął stanowisko wiceprzewodniczącego Zgromadzenia Narodowego.
W 2014 Georgi Pirinski z ramienia Koalicji na rzecz Bułgarii uzyskał mandat eurodeputowanego VIII kadencji.